# Seria Samsung Galaxy Z
| 2019 | Samsung Galaxy Fold     |
| 2020 | Samsung Galaxy Z Flip   |
| 2020 | Samsung Galaxy Z Fold 2 |
| 2021 | Samsung Galaxy Z Fold 3 |
| 2021 | Samsung Galaxy Z Flip 3 |
| 2022 | Samsung Galaxy Z Fold 4 |
| 2022 | Samsung Galaxy Z Flip 4 |
| 2023 | Samsung Galaxy Z Fold 5 |
| 2023 | Samsung Galaxy Z Flip 5 |
| 2024 | Samsung Galaxy Z Fold 6 |
| 2024 | Samsung Galaxy Z Flip 6 |

Seria Samsung Galaxy Z (denumită Samsung Galaxy Foldables în anumite teritorii) este o linie de smartphone-uri pliabile fabricate de Samsung Electronics.
Odată cu anunțarea Galaxy Z Flip⁠(d) în 2020, viitoarele smartphone-uri pliabile ale Samsung vor face parte din seria Galaxy Z.

## Prototip de telefon pliabil
În 2018, Samsung a anunțat prototipul Galaxy X înainte de fabricarea și lansarea pliabilului sub noul nume Galaxy Fold în 2019.

## Telefoane

### Galaxy Fold

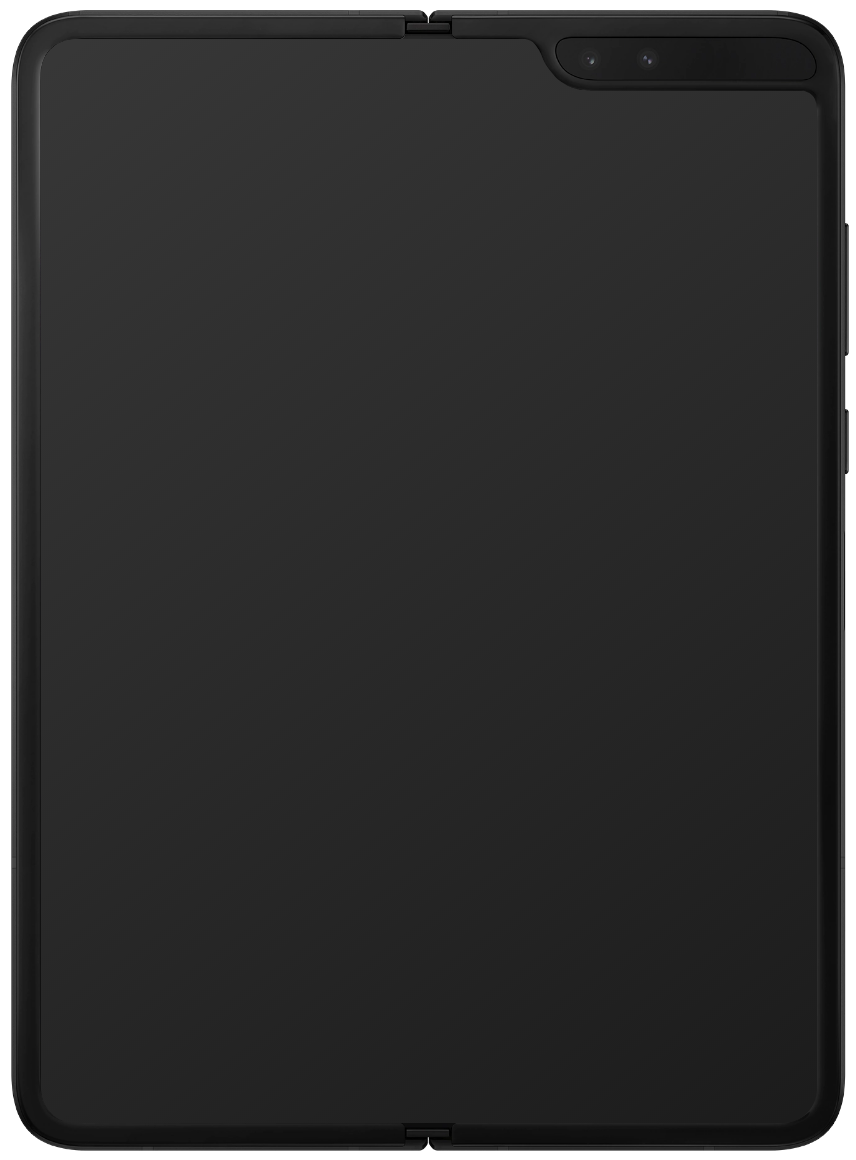
Galaxy Fold

Galaxy Fold⁠(d) a fost primul telefon din seria Galaxy Z și singurul care nu a fost comercializat sub marca „Z”. A fost anunțat pe 20 februarie 2019 și lansat pe 6 septembrie 2019, în Coreea de Sud. O versiune a dispozitivului comercializată ca Galaxy W20 5G a fost lansată pe 12 decembrie exclusiv pentru China Telecom, cu un procesor Snapdragon 855+ mai rapid și un finisaj alb unic.

### Galaxy Z Flip și Z Fold 2

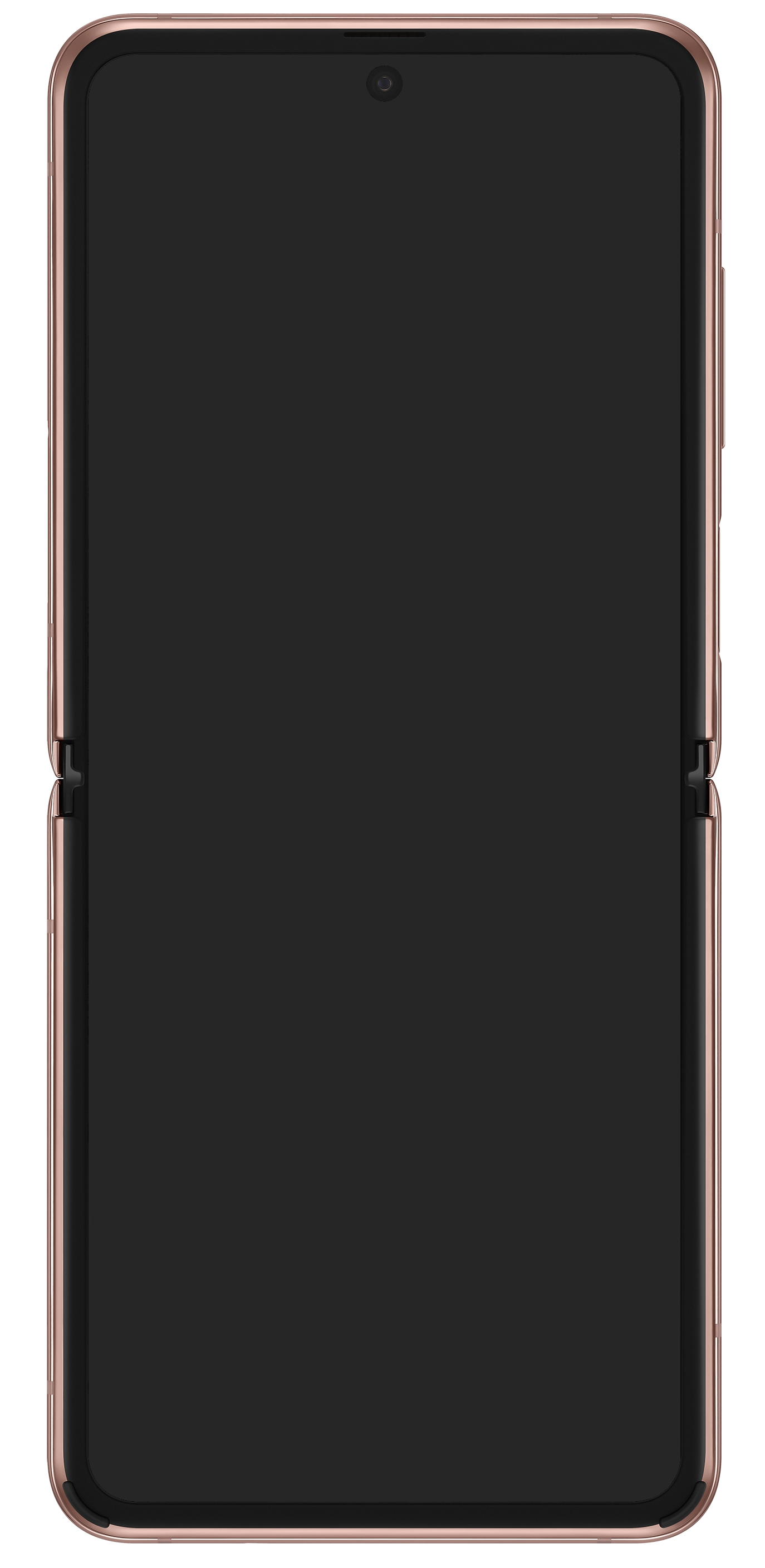
Galaxy Z Flip

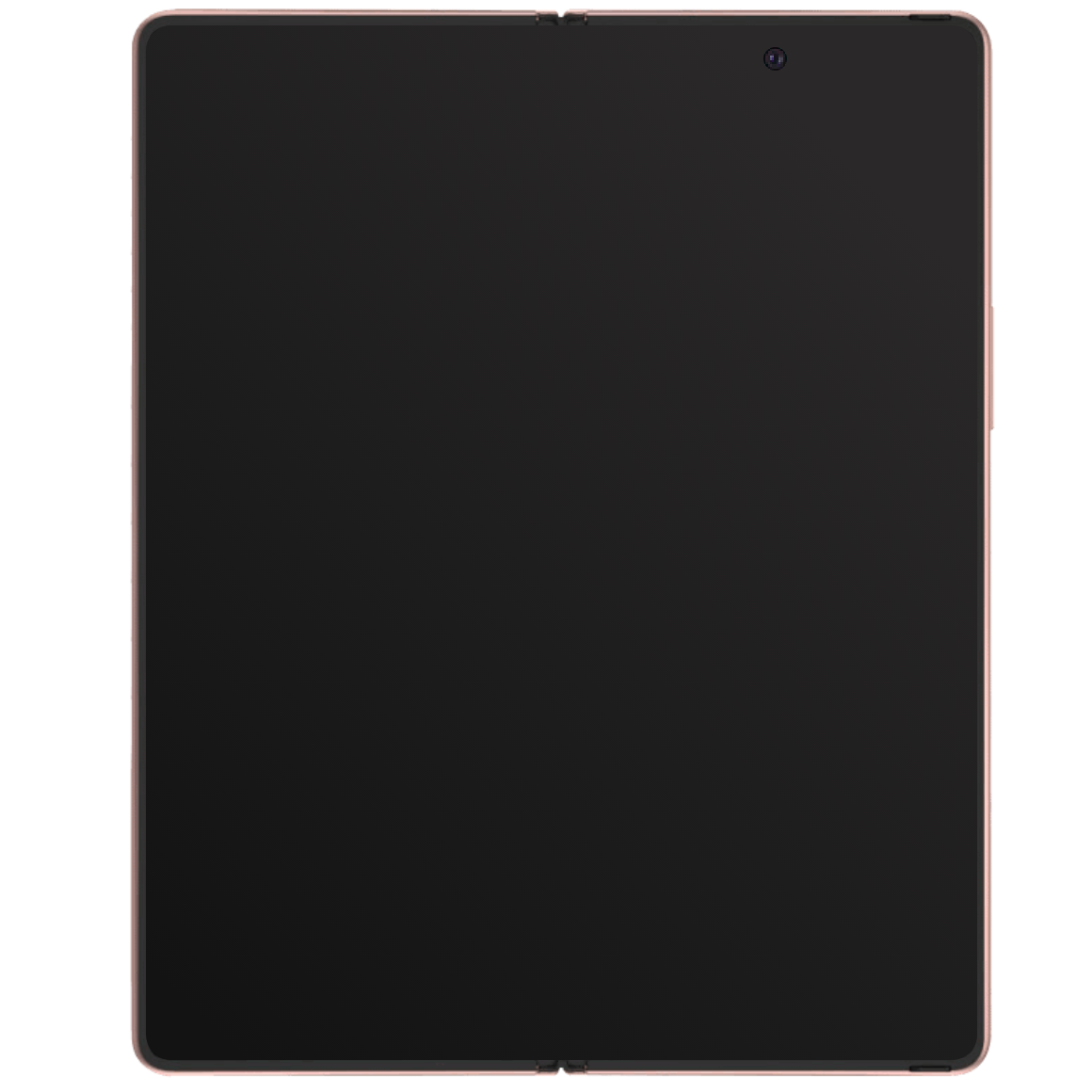
Partea din față a Samsung Galaxy Z Fold 2

Galaxy Z Flip⁠(d) și Z Flip 5G⁠(d) au fost lansate pe 14 februarie 2020 și, respectiv, 7 august 2020 și a fost primul dispozitiv comercializat sub marca „Z”. Spre deosebire de Galaxy Fold⁠(d), dispozitivul se pliază vertical și utilizează un strat de sticlă hibrid, denumit „Infinity Flex Display”.
Galaxy Z Fold 2 5G⁠(d) a fost lansat pe 18 septembrie 2020 și este a doua generație a designului Samsung cu pliere interioară introdus odată cu Fold original. Acesta are un ecran frontal semnificativ mai mare decât predecesorul său, un ecran pliabil cu rată ridicată de reîmprospătare de 120 Hz, margini minime și camere îmbunătățite Un model de lux numit Galaxy W21 5G a fost prezentat în noiembrie 2020 exclusiv pentru piața chineză.

### Galaxy Z Fold 3 și Z Flip 3
Samsung a prezentat a treia generație de telefoane pliabile, Galaxy Z Fold 3 5G⁠(d) și Galaxy Z Flip 3 5G⁠(d) pe 11 august 2021.
Atât Z Fold 3, cât și Z Flip 3 au materiale mai durabile, o balama reproiectată și rezistență la apă IPX8.

### Samsung Galaxy Z Fold 4 și Z Flip 4
Galaxy Z Fold 4⁠(d) este un smartphone pliabil care face parte din seria Samsung Galaxy Z. Acesta a fost anunțat la ediția din august 2022 a Galaxy Unpacked alături de Galaxy Z Flip 4⁠(d) lansat pe 25 august 2022. Acesta este succesorul lui Galaxy Z Fold 3⁠(d).
Galaxy Z Flip 4⁠(d) este un smartphone pliabil care face parte din seria Samsung Galaxy Z. Acest dispozitiv a fost anunțat în august 2022, și a fost lansat pe 25 august 2022.

### Galaxy Z Fold 5 și Z Flip 5

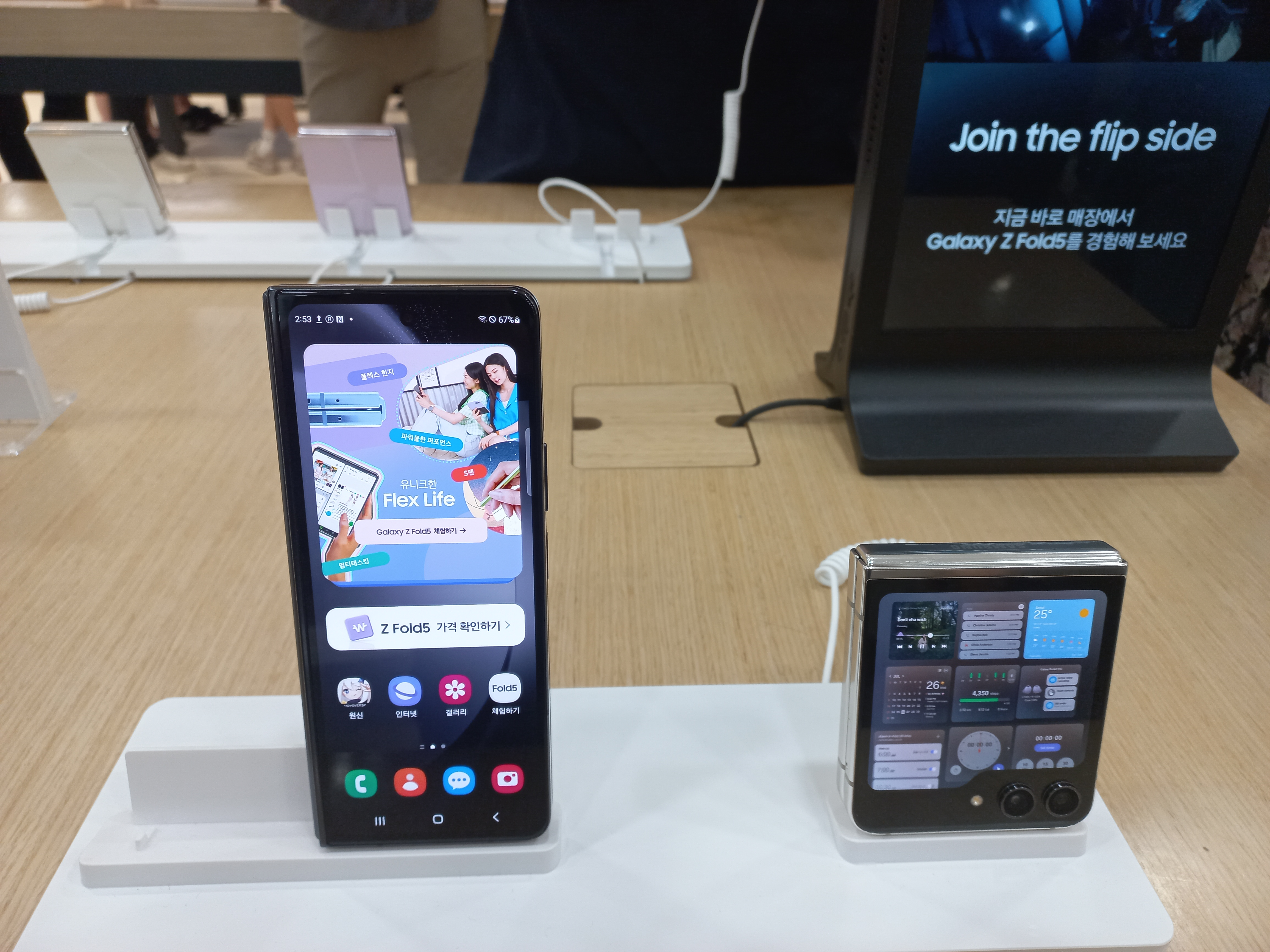
Galaxy Z Fold 5 și Galaxy Z Flip 5

Samsung a prezentat a cincea generație de telefoane pliabile, Galaxy Z Fold 5⁠(d) și Galaxy Z Flip 5⁠(d) pe 26 iulie 2023.

### Galaxy Z Fold 6 și Z Flip 6
Z Fold 6 și Flip 6 sunt telefoane pliabile dezvăluite în 10 iulie și lansate în 24 iulie. Samsung a lansat mult-așteptatul său telefon mobil Doraemon Edition, disponibil acum pe piață, potrivit unor surse Arhivat în 30 iulie 2024, la Wayback Machine..

## Rebranding în Europa
În martie 2022, Samsung a început să schimbe marca dispozitivelor Galaxy Fold și Flip în Ucraina, Moldova și statele baltice (Estonia, Letonia și Lituania) pentru a elimina marcajul „Z” din numele lor. Acest lucru se datorează invaziei rusești din Ucraina, deoarece litera „Z” a fost utilizată ca simbol de către armata rusă și ca simbol pro-război de către cetățenii ruși.